# موساك فونسيكا

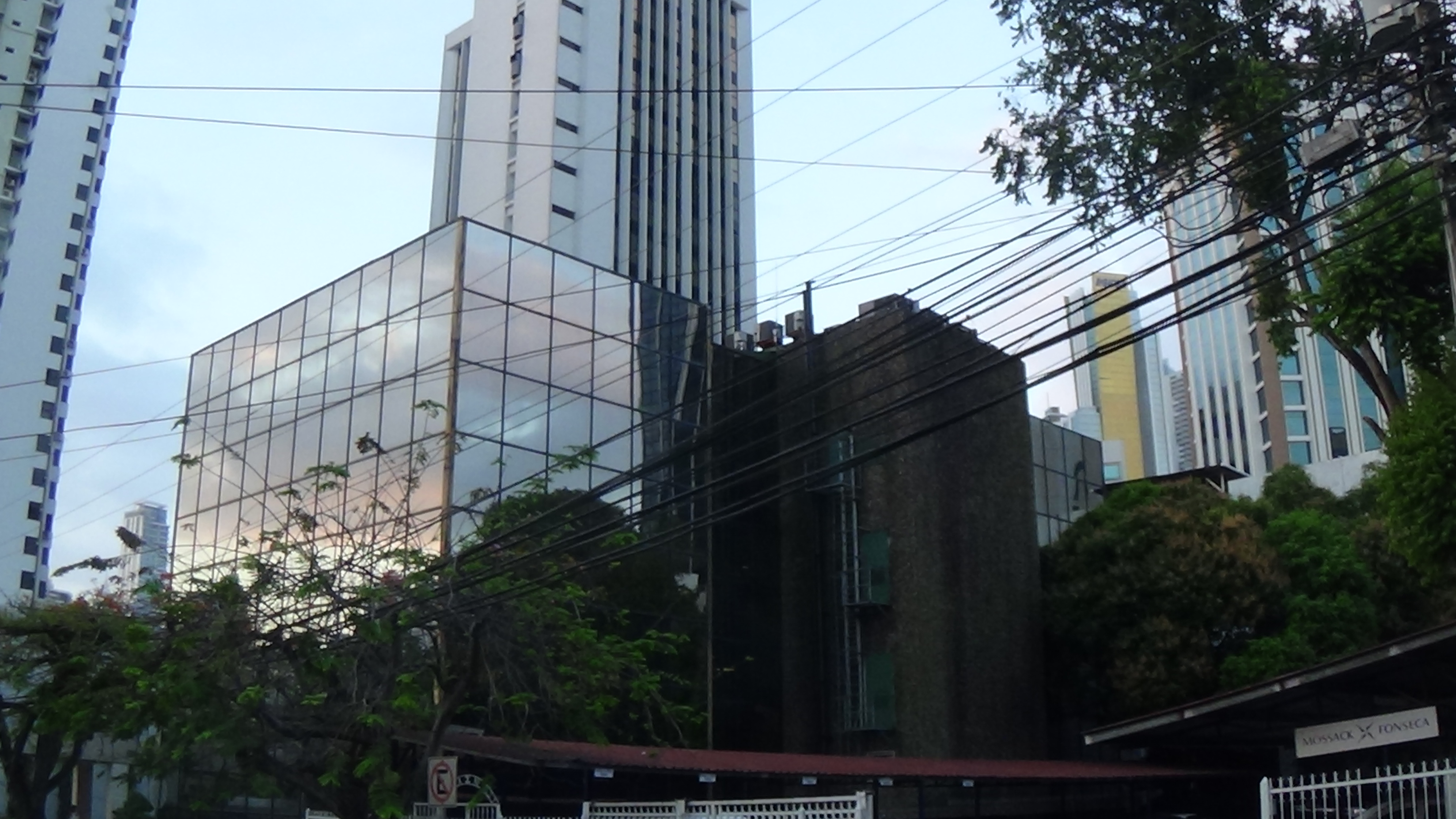
المقر السابق لموساك فونسيكا

مكتب موساك فونسيكا (بالانجليزية: Mossack Fonseca، (تلفظ بالإسبانية: /moˈsak fonˈseka/))، مكتب محاماة ومزود خدمات للشركات. أصبح في أحد الفترات رابع أكبر مزود للخدمات المالية الخارجية في العالم بعدد مكاتب تجاوز 40 مكتبًا. ظلت الشركة غامضة منذ تأسيسها في عام 1977 وحتى نشر وثائق ملف بنما في أبريل 2016، على الرغم من عملها لصالح 300,000 شركة سجلت أكثر من نصفهم في ملاذات ضريبية بريطانية، وكذلك في المملكة المتحدة.
في أبريل 2016، اجتذبت الشركة اهتماما إعلاميا عالميا، عندما نشر الاتحاد الدولي للصحفيين الاستقصائيين معلومات حول المعاملات المالية لعملائها في مقالات أوراق بنما بعد الكشف عن ملفات ووثائق سرية داخل الشركة مؤرخة بين عامي 1970 و 2015 ووصولها إلى أيدي الصحفيين الاستقصائيين. تسببت تلك الملفات في تورط ما لا يقل عن 140 سياسي من أكثر من 50 دولة في قضايا تهرب ضريبي.
في 14 مارس 2018، أعلنت شركة المحاماة إغلاقها بعد تأثرها بأضرار اقتصادية كبيرة وسمعتها السيئة.

## التاريخ ومناطق النفوذ

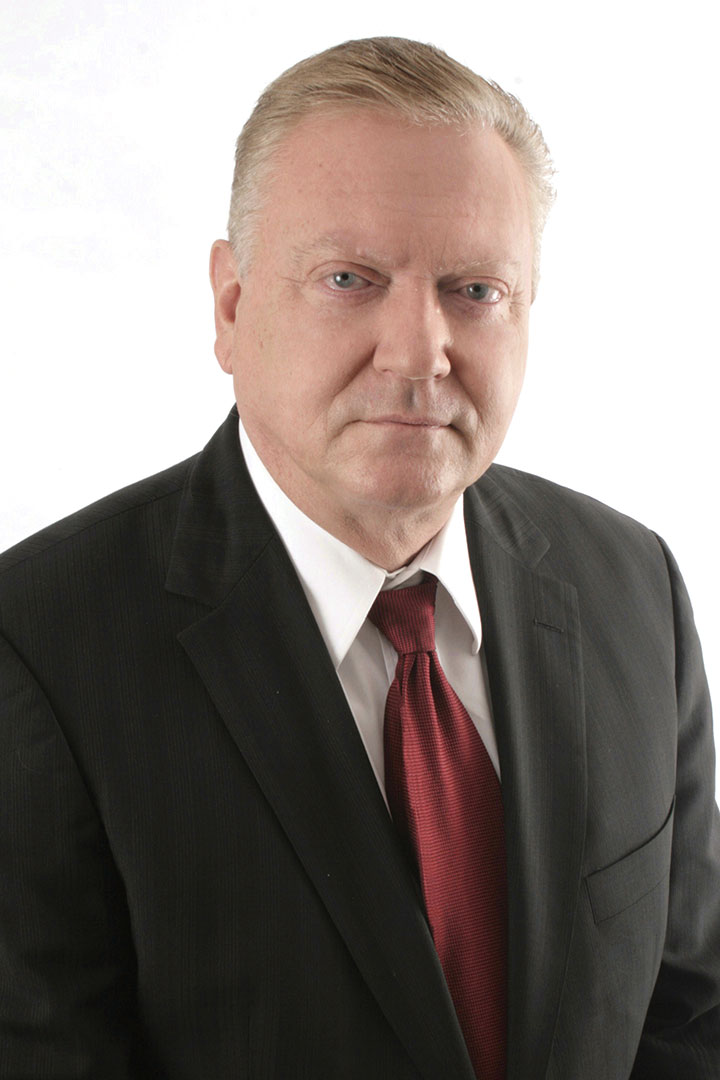

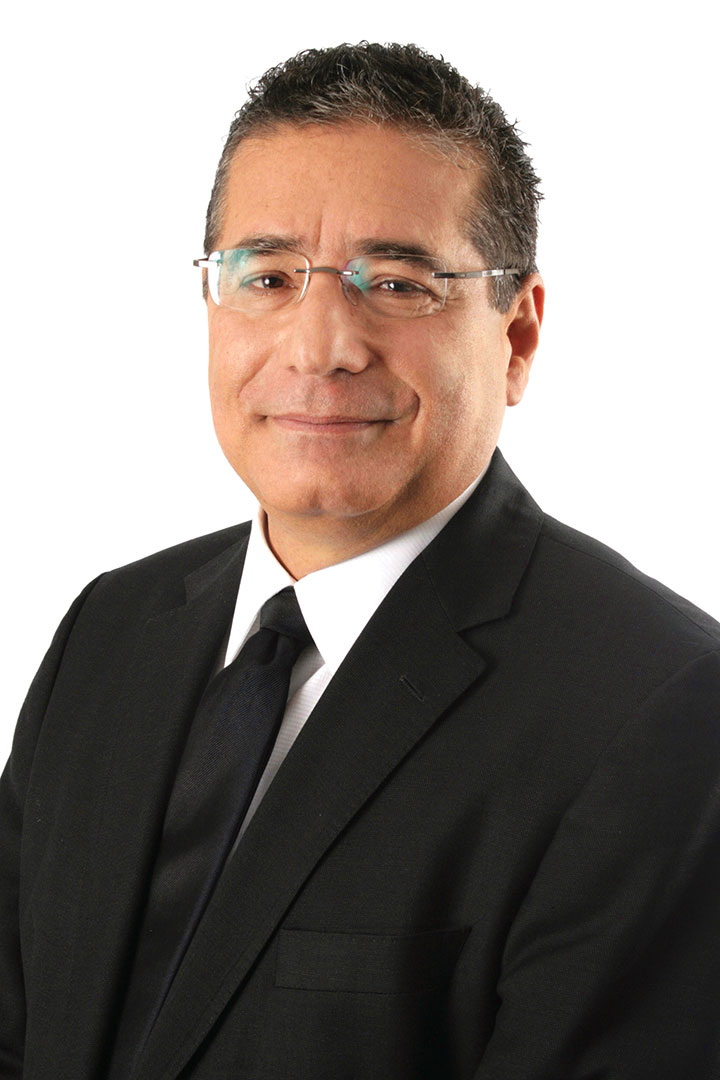

في عام 1977، أسس المحامي الألماني يورغن موساك الشركة، انضم له بعد ذلك الروائي والمحامي البنمي رامون فونسيكا في عام 1986. قبل أن ينضم إليهم المحامي السويسري كريستوف زولينجر كمدير ثالث للشركة.
تخصصت الشركة في القانون التجاري، وخدمات الائتمان، واستشارات المستثمرين، وهياكل الأعمال التجارية الدولية، وخدمات حماية الملكية الفكرية والقانون البحري. في إحدى وثائق ملف بنما أشارات إحدى المذكرات أن 95% من عمل الشركة يتألف من «بيع المركبات لتجنب الضرائب».
في عام 2013، وصفت الشركة بأنها واحدة من سبع شركات تمثل مجتمعة أكثر من نصف الشركات الخارجية المؤسسة في بنما. وواحدة من أكبر مزودي الشركات بعد العديد من عمليات الاستحواذ على شركات محلية. في حين يدعي مؤسسها أن حجمها لا يمثل سوى 5% من الصناعة القانونية للخدمات المالية العالمية، ترى مجلة الإيكونوميست أن الشركة تتحكم في نسبة تتراوح ما بين 5- 10% من سوق الشركات الصورية العالمية.
دائما ما وصفت وسائل الإعلام الشركة بالصامتة.
لدى الشركة فروع في جميع أنحاء العالم. ويضم الموقع الإلكتروني للشركة شبكة عالمية يعمل بها 600 شخص في 42 دولة. وتنشط الشركة في البلدان التي تفرض ضرائب منخفضة للغاية مثل سويسرا، وقبرص، وفيرجن أيلاندز البريطانية، والبلدان التابعة للتاج البريطاني، مثل جيرنسي وجيرسي وجزيرة مان.

## المكاتب والأعمال الدولية
سجلت الشركة العديد من المكاتب الفرعية في مختلف دول العالم منها، فوصل عدد مكاتبها إلى 44 مكتبًا، منهم:
- 9 مكاتب في الصين.[16]
- مكتبان في سويسرا.[20] others in the الولايات المتحدة[10]
- لم يتم الكشف عن عدد المكاتب في أمريكا اللاتينية، والولايات المتحدة وأوروبا.[21]

أرسلت الشركة محامين إلى دول أجنبية للترويج للأعمال التجارية في بنما والمنتجات المالية البنمية. نجحت في عام 1987، في تأسيس مقرا لها في جزر فيرجن البريطانية للتعامل مع أكثر من 100,000 شركة.
عندما سعت دولة نييوي لأن تصبح مركزًا ماليًا خارجيًا، طلبت الاسشتارة من شركة موساك، أدارت الأخيرة الأعمال حصريًا للبلد من خلال مقرها الرئيسي في بنما. لكن مع إعلان البنوك الأمريكية حظرا على التحويلات المصرفية إلى نيوي في عام 2001، تضررت أعمال الشركة وأغلقت العمل في عام 2005 ونقلت حسابات عملاء الشركة من نيوي إلى ساموا الأمريكية.

## القضايا
وجهت للشركة العديد من القضايا بتهمة مساعدة المواطنين الأجانب على التحايل على قوانين الضرائب المحلية وحتى العقوبات الدولية في بعض الأحيان. ردت الشركة أنها تساعد عملائها ببساطة على تحقيق الخصوصية ملتزمة بقواعد «اعرف عميلك».
في 20 أكتوبر 2020، أصدرت ألمانيا مذكرات اعتقال دولية لمؤسسي الشركة.

### غسيل الأموال في الأرجنتين
في عام 2014، استدعيت الشركة من قبل صندوق تحوط يسعى لاسترداد الأموال من الحكومة الأرجنتينية. زعم الصندوق أن شركة موساك أنشئت شركات وهمية لتهريب الأموال من الحكومة إلى لازارو بايز، صديق لعائلة كريشنر. شهد يورغن موساك تحت القسم أنه لا توجد أي صلة بين مؤسسة نيفادا مع شركة موساك فونيسكا.
ثبت كذب يورغن موساك في عام 2016، بعد تسرب ملفات بنما لوسائل الأعلام والتي تظهر فيها شركة نيفادا شركة فرعية مملوكة بالكامل. وبذلك حكم قاض ضد موساك فونسيكا وأمرهم بتسليم ملفات 123 شركة وهمية أنشأهت زميل الرئيس الأرجنتين السابق.

## البنك التجاري الألماني
في فبراير 2015، وجهت الحكومة الألمانية للشركة اتهامات بغسيل الأموال والتهرب الضريبي من البنك التجاري الألماني.

### بتروبراس
في يناير 2016، وجهت اتهامات لشركة موساك فونسيكا فرع البرازيل فيما يتعلق بفضيحة فساد بتروبراس. يزعم المدعي العام أن موساك فونسيكا قدمت خدمات لفتح مجتمعات خارجية، وتورط أربعة عملاء على الأقل في عمليات غسيل أموال.
جاء رد الشركة صارما بأن المكتب البرازيلي هو «امتياز» ولا يتحكم فيه المكتب الرئيسي في بنما. استقال مؤسس الشركة من منصبة كاستشاري للحكومة البنمية للتركيز على المزاعم البرازيلية.

### تسريب وثائق بنما
في 3 أبريل 2016، أعلنت صحيفة زود دويتشه تسايتونج الألمانية حصولها على 11.5 مليون وثيقة سرية مسربة من الشركة. تكشف هذه الوثائق، التي تعرف حاليا باسم وثائق بنما، كيف أخفى العملاء مليارات الدولارات في ملاذات ضريبية.
تغطي الوثائق عمليات من فترة السبعينيات إلى الوقت الحاضر، وصلت مساحة الملفات 2.6 تيرا بايت المرسلة إلى صحيفة زود دويتشه تسايتونج. بسبب حجم البيانات استعانت الصحيفة الاتحاد الدولي للصحفيين الاستقصائيين (ICIJ) ومقره واشنطن.
صرحت الشركة أن هذه التغطية قد أساءت تمثيل عملهم، وتؤكد في بيانها أنها تمارس العناية الواجبة على العملاء المحتملين وترفض بشكل روتيني خدمات العملاء المعرضين للخطر وأن الانتهاكات القانونية المحتملة قد تكمن في الإخفاقات أو الثغرات من قبل المؤسسات الأخرى. وأصدرت بيان توضح فيه التالي:
«يتألف ما يقرب من 90% من عملائنا من عملاء محترفين مثل المؤسسات المالية الدولية وكذلك الشركات الاستئمانية وشركات المحاماة والمحاسبة البارزة، الذين يعملون كوسطاء ويتم تنظيمهم في نطاق اختصاص أعمالهم تحت قواعد» اعرف عميلك«وقواعد مكافحة غسيل الأموال».
في 3 أبريل 2016، أبلغت الشركة العملاء أن الملفات وصلت إلى الصحيفة من خلال اختراق خادم البريد الإلكتروني للشركة. أشارت مجلة فوربس إلى أن أمن معلومات الشركة كان ضعيفا، حيث تعمل بإصدارات قديمة. ولا يزال يكتشف نقاط ضعف أخرى منذ ذلك الحين.
بعد وقت قصير من التسريب، داهمت الشرطة البنمية والبيروفية والسلفادورية المكاتب المحلية لموزاك فونسيكا.
في 14 مارس 2018، أعلنت الشركة أنها ستغلق نتيجة الضرر الاقتصادي والسمعة التي لحقت بها نتيجة لتسريب أوراق بنما، إلى جانب ما وصفته بـ «الإجراءات غير العادية من قبل بعض السلطات البنمية».
في 20 أكتوبر 2020، أصدر المدعون العامون في كولونيا بألمانيا مذكرات توقيف دولية بحق البنمي رامون فونسيكا ويورغن موساك ألماني المولد بتهمة التهرب من الضرائب وتشكيل منظمة إجرامية.

## في الثقافة الشعبية
أخرج ستيفن سودربرغ فيلم «ذا لاندرومات» من سيناريو من تأليف سكوت زد بورنس استند إلى كتاب كتبه الصحفي جاك برنشتين عام 2017 حول تحقيق أوراق بنما بعنوان «العالم السري: تحقيق داخل أوراق بنما». الفيلم من بطولة الممثلان غاري أولدمان وأنتونيو بانديراس يؤديان دور مؤسسي الشركة موساك وفونسيكا بالترتيب. عرض الفيلم للمرة الأولى في مهرجان البندقية السينمائي في 1 سبتمبر 2019، تلاه عرض في مهرجان تورونتو السينمائي الدولي.
في 27 سبتمبر 2019، أعلنت شبكة قنوات نتفليكس عن نيتها للبث الرقمي لمسلسل ذا لاندرومات بداية من 18 أكتوبر 2019 بعد محاولة فاشلة من قبل مؤسسي الشركة لوقف إطلاقها.